# Этьен I де Пентьевр
Этьен I (фр. Étienne Ier de Penthièvre; 1058/1062 — 21 апреля 1135/1136) — граф де Пентьевр с 24 августа 1091/1093, граф Трегье и Генгана, сеньор де Гоэлё, сын Эда I, графа де Пентьевр, и Агнес де Корнуай.

## Биография
Дата рождения Этьена I точно не известна. Его имя отсутствует в хартии от 1056/1060 года, в которой перечислены члены семьи графа Эда I де Пентьевра. На основании этого предполагается, что Этьен был рождён позднее этой даты. Вероятно, он родился в 1058/1062 году и был младшим сыном своего отца Эда. Существует гипотеза, что Этьен скончался в 1135/1136 году, когда ему было около 75 лет.
24 августа 1091/1093 года в битве при Доле был убит брат Этьена Жоффруа I Ботерель. Так как его единственный сын Конан находился в то время на Востоке, где через некоторое время и погиб при осаде Антиохии, то графом де Пентьевр стал Этьен.
Помимо этого, Этьен стал лордом Ричмонд и унаследовал обширные владения дома де Пентьевр в Англии. Этьен был женат на Хависе де Генган, наследнице графств Трегье и Генган и сеньории Гоэлё. В 1118 году его сын Жоффруа II Ботерель поднял восстание против своего отца и требовал получения им наследства. Этьену пришлось разделить своё имущество, передав часть сыну.
Наследником Этьена в графстве Пентьевр стал его старший сын Жоффруа II, Ален Чёрный стал графом Ричмонд в Англии, а Анри получил владения свои матери. Его потомками были сеньорами д’Авогур и претендентами на графство Пентьевр.

## Брак и дети
Жена: Хависа де Генган. Дети:
- Жоффруа II Ботерель (ум. 1148) — граф де Пентьевр с 1135/1136
- Ален Чёрный (ок. 1107 — 15 сентября 1146) — активный участник гражданской войны в Англии 1135—1154 годов, граф Ричмонд с 1137 и граф Корнуолл с 1140
- Анри (ок. 1100 — начало 1183)
- Матильда; муж — Вальтер де Гант (ум. 1139), отец Гилберта де Ганта (ок. 1120—1156), графа Линкольн
- Тифана; муж — Рабель де Танкарвиль (ум. 1140)
- Гоннор; муж с 1135 — Оливье II де Динан (ум. 1155/1156), сеньор де Динан с 1123
- Олива; 1-й муж — Анри I де Фужер (ум. 1154), сеньор де Фужер с 1124; 2-й муж — Гильом де Сен-Жан (ум. сентябрь 1201/сентябрь 1202), сеньор де Сен-Жан